# Tentative de coup d'État de 2006 au Tchad
La tentative de coup d'État de 2006 au Tchad est une tentative de coup d'État contre le président tchadien Idriss Déby déjouée dans la nuit du 14 mars 2006.

## Déroulement
Le coup d'État est orchestré par les frères Tom et Timane Erdimi, deux hauts gradés de l'armée tchadienne, qui ont déjà tenté de renverser l'ancien général Séby Aguid et Déby en 2004.
L'avion de Déby quitte le sommet de la CEMAC avec d'autres dirigeants d'Afrique centrale à Bata, en Guinée équatoriale, à destination de N'Djamena, au Tchad.
Selon Hourmadji Moussa Doumngor, ministre de la Communication et de la Culture, les soldats rebelles prennent la fuite à bord de sept véhicules après que des soldats fidèles au président déjouent la tentative. Deux véhicules sont interceptés et leurs occupants neutralisés. Les autres véhicules sont poursuivis par les forces tchadiennes dans l'est du pays. Selon certaines informations, les deux réseaux de téléphonie mobile de N'Djamena sont coupés entre le 14 et le 15 mars. Cette mesure est probablement prise par le gouvernement dans le cadre de l'opération de sécurité.
Hourmadji Moussa Doumngor déclare que les frères Erdimi ont été capturés, tout en précisant que les autres conspirateurs sont d'anciens responsables militaires ou civils du gouvernement vivant au Burkina Faso, au Cameroun, au Soudan et aux États-Unis.
Le ministre de la Sécurité, Routouang Yoma Golom, déclare aux journalistes: "Une centaine de militaires impliqués dans ce coup d'État ont été arrêtés. Ils seront traduits en justice. La situation est totalement sous contrôle et le calme est revenu. Le chef de l'État s'est personnellement rendu à plusieurs reprises dans des camps militaires pour rétablir l'ordre". Golom déclare également qu'un tribunal militaire les condamnerait d'ici un à deux mois.
Les rebelles tchadiens déclarent qu'ils bloqueront les élections du 3 mai. Hourmadji Moussa Doumngor leur répond en affirmant que les élections ne seront pas reportées.

## Réactions
Le porte-parole du ministère français des Affaires étrangères, Jean-Baptiste Mattei, déclare que la France suivent la situation avec la plus grande vigilance, étant donné que le Tchad traverse une situation difficile en raison de la crise du Darfour.
Yaya Dillo Djérou, membre du Socle pour le Changement, l'Unité et la Démocratie, un sous-groupe de l'UFDC, a déclaré que l'UFDC a tenté de "débusquer le président de N'Djamena, mais notre plan a été découvert par des agents secrets, et nos hommes ont dû l'annuler et quitter la ville". Djérou s'exprime depuis l'est du Tchad.
Suliman Baldo, directeur du programme Afrique du groupe de réflexion International Crisis Group, déclare que "le calendrier détermine réellement les événements… les groupes armés déterminés à le renverser ne veulent pas qu'il se rende aux élections".
L'Union africaine publie une déclaration: "Le président de la Commission de l'Union africaine (UA) condamne fermement la tentative de coup d'État qui a eu lieu à N'Djamena, au Tchad, dans la nuit du 14 au 15 mars 2006. Conformément à la Décision d'Alger de juillet 1999 et à la Déclaration de Lomé de juillet 2000 sur les changements de gouvernement par des moyens anticonstitutionnels, le président de la Commission réitère l'opposition de l'UA à toute prise de pouvoir par la violence. Le président de la Commission lance un appel aux politiciens tchadiens afin qu'ils utilisent le dialogue pour régler leurs différends et promouvoir le processus démocratique dans leur pays".
Le Tchad accuse le Soudan d’avoir fomenté la tentative de coup d’État''.